# 有限株式合資会社
有限株式合資会社（ゆうげんかぶしきごうしがいしゃ、独: GmbH & Co. KGaA）は、ドイツ法による企業形態の1つ。
株式合資会社の一種であり、無限責任出資者にあたるものが有限会社であるのが特徴である。